# I-52 (sous-marin, 1923)
Pour les articles homonymes, voir I-52 (sous-marin).
Le I-52 (イ-52) (plus tard renommé I-152) est un sous-marin japonais de la classe Kaidai (海大2型（伊五十二型/伊百五十二, Kaidai-ni-gata, classe I-52/I-152) de la sous-classe Kaidai II construit pour la marine impériale japonaise. 

## Contexte
Après la Première Guerre mondiale, l'état-major de la marine impériale japonaise a commencé à reconsidérer la guerre sous-marine comme un élément de la stratégie de la Flotte. Avant la guerre, la marine japonaise considérait les sous-marins comme utiles uniquement pour la défense des points côtiers à courte portée. Cependant, grâce au succès de la marine impériale allemande dans le déploiement de croiseurs-sous-marins à longue portée pour les raids commerciaux, les stratèges japonais ont réalisé les possibilités d'utilisation de l'arme pour la reconnaissance à longue portée, et dans une guerre d'usure contre une flotte ennemie qui s'approchait du Japon. Bien qu'un grand sous-marin japonais à long rayon d'action ait déjà été autorisé en 1918 dans le cadre du programme de la flotte des Six Huit sous le nom de projet S22 (plus tard désigné I-51), un second prototype d'une conception différente a été autorisé en 1919.

## Description
Le premier prototype Kaidai, le projet S22, était basé sur le dernier modèle de la Royal Navy, le sous-marin britannique de classe K; le second prototype Kaidai était basé sur le sous-marin allemand de type U 139. Ce second prototype a été désigné comme le projet S25.
Le projet S22 a été déposé à l'arsenal naval de Kure le 2 avril 1922, lancé le 12 juin 1923 et achevé le 20 mai 1925.
Pendant la construction, le navire a été rebaptisé Sous-marin n° 51 (第五十一号潜水艦, Dai-go-jyu-ichi-go sensuikan), mais lors de sa mise en service dans la marine impériale japonaise, son nom a été officiellement enregistré comme sous-marin japonais I-52 (伊号第五十二潜水艦, I-go dai-go-jyuni sensuikan).
Grâce à l'amélioration des moteurs diesel Sulzer, le I-52 a pu utiliser une simple coque à deux moteurs, plutôt que la conception à double coque à quatre moteurs du I-51. La puissance supérieure et la forme plus aérodynamique ont permis d'obtenir une vitesse de surface légèrement supérieure à celle du I-51, ou même du SM U-135, mais avec une autonomie réduite.
Le I-52 avait une vitesse nominale de 22 nœuds en surface et de 10 nœuds en immersion, mais à l'issue de sa construction, il a atteint 19,5 nœuds en surface. Son autonomie sans ravitaillement était de 10 000 milles nautiques, soit seulement la moitié de celle du I-51.
Plusieurs autres sous-marins du même modèle Kaidai II étaient prévus, mais tous ont été annulés avant même la signature officielle des contrats en raison de l'arrivée de sept U-boote allemands reçus par le Japon en guise de réparations de guerre à la fin de la Première Guerre mondiale.
Ce sous-marin possédait un déplacement de 1 524 tonnes en surface et 2 540 tonnes en immersion. Le sous-marin mesurait 100,85 mètres de long, avaie une largeur de 7,64 mètres et un tirant d'eau de 5,14 mètres. Il permettait une profondeur de plongée de 46 mètres.
Pour la navigation de surface, le sous-marin était propulsé par deux moteurs diesel de 3 400 chevaux (2 250 kW), chacun entraînant un arbre d'hélice. En immersion, chaque hélice était entraînée par un moteur électrique de 1 000 chevaux-vapeur (750 kW). Il pouvait atteindre 21,5 noeuds (40 km/h) en surface et 7,7 nœuds (14 km/h) sous l'eau. En surface, le Kaidai II avait une autonomie de 10 000 milles nautiques (19 000 km) à 10 nœuds (19 km/h) ; en immersion, il avait une autonomie de 100 milles nautiques (190 km) à 4 nœuds (7,4 km/h).
Le sous-marin était armé de 6 tubes lance-torpilles de 533 mm à l'avant et 2 tubes lance-torpilles à l'arrière. Il était également armé de 1 canon de pont de 120 mm/45 Type 10 et pouvait embarquer 16 mines navales.

## Construction
Construit par l'Arsenal naval de Kure au Japon, le I-52 a été mis sur cale le 14 février 1922 sous le nom de Sous-marin n°51.  Il a été lancé le 12 juin 1923 et est renommé I-52 le 1er novembre 1924. Il a été achevé et mis en service le 20 mai 1925 et est rattaché au district naval de Kure. Le capitaine de corvette (海軍少佐 (Kaigun-shōsa)) Matsuno Seizo prend le commandement du sous-marin.

## Histoire de service
Le I-52, malgré ses diverses réalisations techniques et ses performances supérieures au I-51, n'a pas été considérée comme une conception totalement réussie. Le sous-marin n'a jamais été affecté au service de la flotte, mais a été retenu à l'arsenal naval de Kure pour la formation des équipages et comme banc d'essai pour les nouvelles technologies sous-marines. Il a été affecté au district naval de Maizuru pour servir de navire-école à partir du 1er février 1939.
Avec le début de la Seconde Guerre mondiale, le I-52 a été considéré comme obsolète mais a été conservé comme navire-école dans la mer intérieure de Seto, basé à Kure. Sa désignation a été officiellement changée en sous-marin japonais I-152 (伊号第百五十二潜水艦, I-go dai-hyaku-go-jyuni sensuikan) le 20 mai 1942.
Le I-152 a été retiré de la liste de la marine le 1er août 1942. Par la suite, Il a été conservé à Kure comme navire d'entraînement statique pour l'école de guerre sous-marine de la marine impériale japonaise, officiellement désigné comme Navire désarmé #14. Après la reddition du Japon, il a été mis au rebut à l'ancien arsenal naval de Kure de 1946 à 1948.